# Telebasis carota
Telebasis carota är en trollsländeart som beskrevs av Kennedy 1936. Telebasis carota ingår i släktet Telebasis och familjen dammflicksländor. Inga underarter finns listade i Catalogue of Life.